# Ян Зигмунт Дейбл
Ян (Йоган) Зигмунт Дейбл фон Гаммерау (нім. Johann Sigmund Deybel von Hammerau, пол. Jan Zygmunt Deybel; 1687? — 1752) — саксонський рококовий архітектор першої половини XVIII століття, який працював при дворі короля Речі Посполитої, курфюрста Саксонії Августа ІІ Сильного.

## Життєпис
Дейбл прибув до Польщі в 1719 році. Він рахувався артилерійським офіцером і інженером. 1736 року вислужив чин капітана, а через десять років став майором. Був одружений, його син теж був військовим — майбутній польський генерал Крістіан Дейбл (1725–1798).

## Вибрані твори

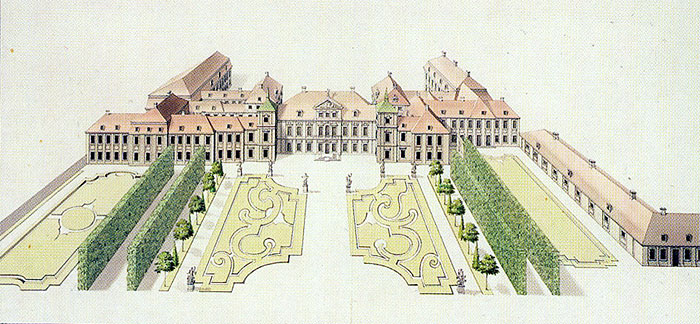
Саксонський палац, Варшава, сад бароко.

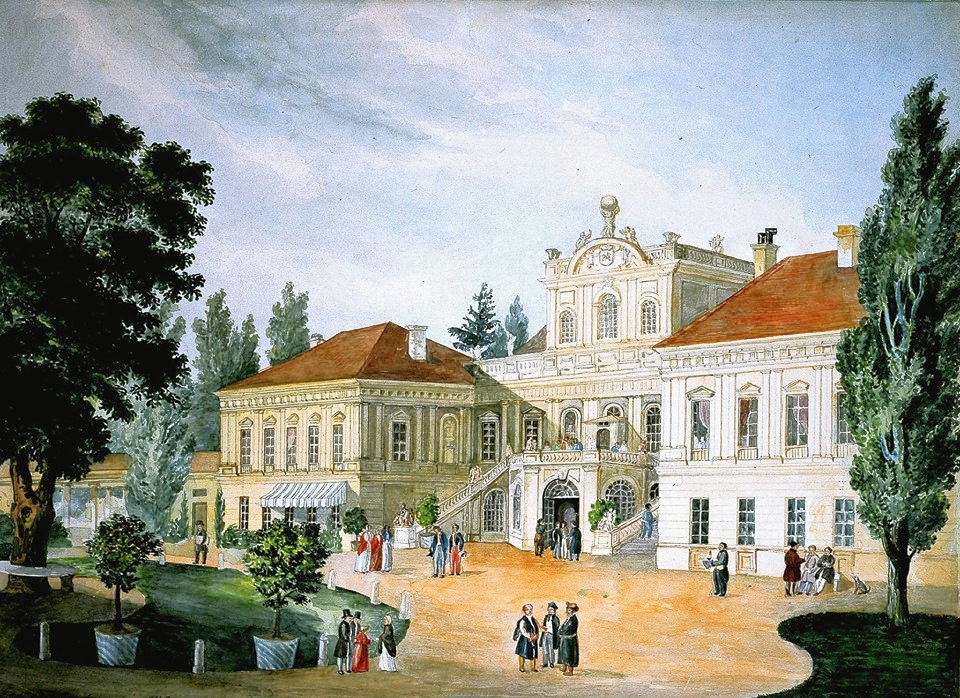
Палац Чарторийських (до перебудов і збільшення), Пулави

Дейбл з 1721 року був задіяний на будівництві. З 1726 року його призначили королівським архітектором саксонця Августа ІІ Фрідріха. В творчому доробку архітектора — перебудови магнатських садиб (Палац Чарторийських, Пулави, Палац Браницьких, 1735), королівських резиденцій, праця на магната Яна Фредеріка Сапегу, для якого створив Палац в Варшаві. Йому належить проект нової резиденції Сапег в садибі Ружани.
- Вілянівський палац, добудови, 1729–1734
- Саксонський палац, Варшава, (значно перебудований)
- Палац Браницьких, 1735, Бялосток, перебудови
- Палац Яна Фредеріка Сапеги в Варшаві, канцлера литовського, 1731–1746 (пізніше пристосований під Сапегівські казарми, 1818–1820, потім — військовий шпиталь)
- Ружанський палац для Сапег, 1748–1752 (сучасна Білорусь, руїна), добудови — арх. Ян Самуель Беккер
- Арсенал (пізніше міський архів)
- Міровські казарми, Варшава
- Палац Чарторийських, Пулави
- бароковий палац Станіслава Понятовського в Варшаві, каштеляна Краківського, батька майбутнього короля Станіслава Августа (зруйнований, на його місці палац Уруських-Четвертинських)

## Див. також

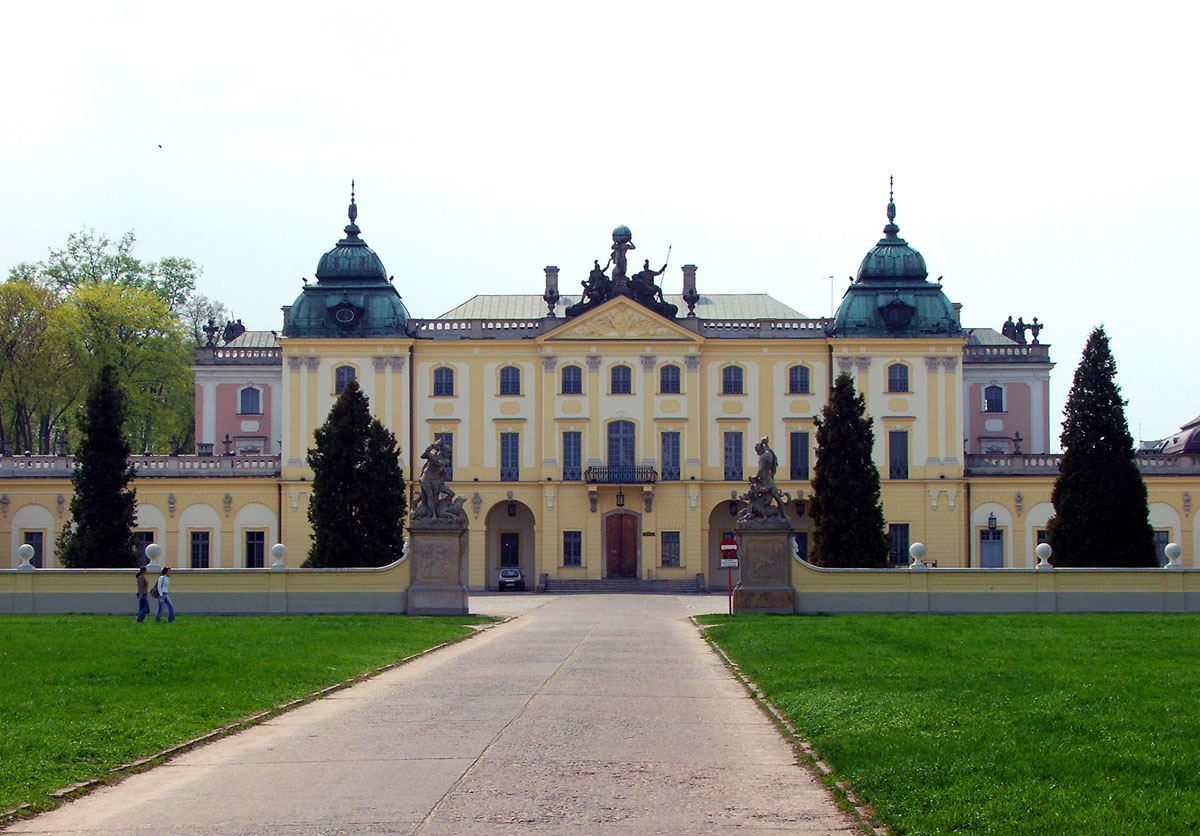
Палац Браницьких, Бялосток

## Учні архітектора
- Зиґмунт Фоґель
- Ефраїм Шрегер
- Ян Самуель Беккер